# Перес де Тагле, Анна Мария
Анна Мария Франческа Энрикес Перес де Тагле (исп. Anna Maria Francesca Enriquez Perez de Taglé; род. 23 декабря 1990, Сан-Франциско) — американская актриса, модель и певица. Известна по роли Эшли Дьюит в сериале Ханна Монтана и Эллы Пэдор в фильме Рок в летнем лагере. Также исполнила небольшую роль в фильме Слава.

## Ранние годы
Перес де Тагле родилась в Сан-Франциско, Калифорния она имеет филиппинские, и испанские корни. Анна Мария — дочь Арчи Переса де Тагле, телеведущего, и правнучка филиппинской актрисы Сильвии Ла Торре. Анна Мария росла в Санта-Кларе, Калифорния. Её семья живёт в городе Сан-Габриель, Калифорния, вместе с её матерью Эвелин Энрикес и двумя старшими братьями Хуан Мигелем и Хосе.

## Карьера
Первая одна из главных ролей Анны Марии Перес де Тагле была роль Эшли Дьюит в сериале «Ханна Монтана». В 2008 году она сыграла роль Эллы Пэдор в диснеевском фильме «Рок в летнем лагере». Потом героиню Джой в фильме «Слава». Также она приняла участие в клипе «Remember December» вместе с Меган Джет Мартин. До того как Перес де Тагле начала карьеру актрисы, она принимала участие в спектаклях в детском театре в городе Сан-Хосе.

## Личная жизнь
С 29 июня 2019 года де Тагле замужем за инженером Скоттом Клайном-младшим, с которым начала встречаться в 2017 году. У супругов есть дочь — Амелия Грейс Клайн (род. 10 июня 2021). 

## Фильмография
| Год       | Название                        | Роль             |
| --------- | ------------------------------- | ---------------- |
| 2010      | Jonas L.A.                      | Играет саму себя |
| 2010      | Camp Rock 2: Отчетный концерт   | Ella Pador       |
| 2009      | Слава                           | Joy Moy          |
| 2008      | Camp Rock: Музыкальные каникулы | Ella Pador       |
| 2007      | Just Jordan                     | Veronica         |
| 2006—2011 | Ханна Монтана                   | Эшли Дьюитт      |
| 2005      | Bee Season                      | Bee Season #1    |
| 2013      | Держись, Чарли!                 | Sarah Lukas      |

## Дискография
| Год  | Название             | Альбом                    |
| ---- | -------------------- | ------------------------- |
| 2010 | «Part Of Your World» | DisneyMania7              |
| 2010 | «Roses»              | Anna Maria Perez De Tagle |
| 2010 | «Insomnia»           | Anna Maria Perez De Tagle |
| 2010 | «Shot Down»          | Anna Maria Perez De Tagle |
| 2010 | «Fame»               | Anna Maria Perez De Tagle |